# Calle del Palacio (Vitoria)
La calle del Palacio es una vía pública de la ciudad española de Vitoria.

## Descripción
La vía, que adquirió el título de «calle del Palacio» en octubre de 1887, discurre desde la calle de Fray Zacarías Martínez hasta el cantón de Santa María, donde conecta con la calle de Arrieta. Su nombre se explica por el palacio de Montehermoso, antiguo palacio espiscopal, una de cuyas fachadas da a ella. La del Palacio es, según Venancio del Val, «una de las calles más pequeñas» de la ciudad. Aparece descrita en la Guía de Vitoria (1901) de José Colá y Goiti con las siguientes palabras:

Calle del Palacio.—Nombre primitivo. Se le dió este título en 12 de octubre de 1887. Principia en la calle del Seminario y concluye en la de Santa María.
(Colá y Goiti, 1901, p. 45)